# 빌 L. 노튼
빌 L. 노튼은 미국의 영화 감독, 각본가, 프로듀서이다. 수많은 프로젝트 가운데 시사코 파이크 등 컬트클래식 모던웨스턴 작품의 각본-감독을 맡았다.

## 참여 작품

### 영화
- 시스코 파이크 - 감독, 각본
- 도시의 블루스 - 각본
- 콘보이 (영화) - 각본
- 캘리포니아 썸머 캠프 - 각본
- 쓰리 포 더 로드 - 감독

#### 기타 크레딧
- 걸 해피 - 촬영
- 체이스 (1966년 영화) - 촬영
- 포춘 쿠키 (영화) - 촬영

### 텔레비전 감독
- 머나먼 정글
- 시퀘스트 DSV
- 헤라클레스 (드라마)
- 프로파일러 (드라마)
- 도망자 (2000년 드라마)
- 로즈웰 (드라마)
- 투명인간 (미국 드라마)
- 엔젤 (드라마)
- 뱀파이어 해결사 (드라마)
- 가디언 (드라마)
- 고스트 & 크라임
- 고스트 위스퍼러
- 뉴욕 특수수사대
- 더 유닛
- 하트랜드 (드라마)
- 라스베가스 (드라마)

### 텔레비전 프로듀서
- 머나먼 정글